# Tamika Williams
Tamika Maria Raymond po mężu Williams (ur. 12 kwietnia 1980 w Dayton) – amerykańska koszykarka występująca na pozycji skrzydłowej, po zakończeniu kariery zawodniczej trenerka koszykarska obecnie asystentka trenera drużyny akademickiej – Penn State Lady Lions.

## Życiorys
W 1998 została wybrana najlepszą zawodniczką amerykańskich szkół średnich (przez WBCA, Street and Smith, kapitułę Naismitha, USA Today, Parade Magazine, Gatorade), stanu Ohio (1997, 1998 - Ohio High School Basketball Coaches Association) oraz Ohio Ms. Basketball.
W kwietniu 2007 wyszła za mąż, za Bena Raymonda, byłego koszykarza uczelni Minnesota-Duluth.

## Osiągnięcia
Na podstawie, o ile nie zaznaczono inaczej.

### NCAA
- Mistrzyni NCAA (2000, 2002)
- Uczestniczka rozgrywek:
  - NCAA Final Four (2000–2002)
  - Sweet 16 turnieju NCAA (1999–2002)
- Mistrzyni:
  - turnieju konferencji Big East (1999–2002)
  - sezonu regularnego Big East (1999–2002)
- Most Outstanding Performer (MOP=MVP) turnieju konferencji Big East (2000)
- Debiutantka roku:
  - NCAA według Sporting News (1999)
  - Big East (1999–2002)
  - ECAC (1999)
- Zaliczona do:
  - I składu:
    - debiutantek Big East (1999)

  - składu honorable mention All-America (2002 przez Associated Press)
  - Galerii Sław Koszykówki stanu Ohio - Ohio Basketball Hall of Fame (2013)
- Liderka wszech czasów Connecticut Huskies, konferencji Big East oraz NCAA w skuteczności rzutów z gry – 70,3% (560-797)[2]

### WNBA
- Laureatka Dawn Staley Community Leadership Award (2009)
- Liderka WNBA w skuteczności rzutów z gry (2003–2005)
- Rekordzistka WNBA w skuteczności rzutów z gry (66,84% – 2003)[3]

### Trenerskie
Jako asystentka
- NCAA Sweet 16 (2005, 2016)
- II runda turnieju NCAA (2003–2006)
- Turniej NCAA (2003–2008, 2015, 2016)
- Mistrzostwo:
  - konferencji Big Ten (2006)
  - sezonu regularnego Big Ten (2005–2008)